# Software (musikgrupp)
Software var en tysk elektronisk duo som var aktiv från 1984 till 1999 och som ursprungligen bestod av Peter Mergener [de] och Michael Weisser [de]. Duon använde tidigare namnet Mergener & Weisser. 

## Historia
Gruppen gav ut sina skivor under IC (Innovative Communication), som också gav ut ett antal andra elektroniska musiker, bland annat Klaus Schulze och Neue Deutsche Welle-gruppen Ideal.
Under ett kort uppehåll 1990-1992 producerade Weisser fyra album under namnet Software med en annan gruppsammansättning: Fragrance med Klaus Schulze och Georg Stettner samt Modesty-Blaze I / II och Cave med Billy Byte (Stephan Töteberg)[1].
Efter upplösningen av Software 1999 gick de två musikerna skilda vägar: Peter Mergener fortsätter att komponera och spela elektronisk musik, medan Michael Weisser först grundade gruppen G.E.N.E. (Grooving Electronic Natural Environments),[2] och för närvarande bland annat är aktiv som mediekonstnär.
Projektet släppte ytterligare ett album 2007. I september 2017 släppte Weisser utan Mergener sex album under namnet Software. 

## Medlemmar
- Michael Weisser – (1984–1999, 2007, 2017)
- Peter Mergener – (1984–1990, 1992–1999)
- Billy Byte – (1990–1993)
- Klaus Schulze – (1990–1992)
- Georg Stettner – (1990–1992)[1]

## Diskografi
Mergener & Weisser
- Beam Scape (1984)
- Phancyful Fire (1985)
- Chip Meditation I (1985)
- Chip Meditation II (1985)
- Electronic Universe I (1985)
- Night-Light (1986)

Software
- Past-Present-Future I (1987)
- Past-Present-Future II (1987)
- Syn-Code (1987)
- Digital Dance (1988)
- Electronic Universe II (1988)
- Software Visions (1988)
- Kassettenbuch Dea Alba (1988)
- Visions (1989)
- Live-3rd Dimension (1989)
- Ocean (1990)
- Fragrance (1990)
- Modesty-Blaze I (1991)
- Modesty-Blaze II (1992)
- Software Visions (1992)
- Space Design (1993)
- Cave (1993)
- Ten Years (1994)
- Brain Food Music (1994)
- Heaven to Hell (1995)
- Sky-Dive (1997)
- Fire-Works (1998)
- Mystic Millennium I (1999)
- Mystic Millennium II (2000)
- Spring Visions (2007)
- Space World (2017)
- Sacral World (2017)
- Ocean World (2017)
- Erotic World (2017)
- Electronic World (2017)
- Dea Alba (2017)[2]